# Gmina Rogatica
Gmina Rogatica (serb. Општина Рогатица / Opština Rogatica) – gmina w Bośni i Hercegowinie, w Republice Serbskiej. W 2013 roku liczyła 10 302 mieszkańców.